# التهاب الدماغ النوامي
الْتِهابُ الدِّماغِ النُّوامِيّ أو التهاب الدماغ الوسنيِّ (بالإنجليزية: Encephalitis lethargica)‏ هي نوع من أنواع التهابات الدماغ. ويُعرف أيضًا بمرض النوم (بالإنجليزية: sleepy sickness)‏، وقَد وَصَف عالم الأعصاب كونستانتين فون إيكونومو وعالم الأمراض جان رينيه كروشيت المَرَض لأَول مَرة. يُهاجم المَرض الدماغ ويُصيب بعض الأشخاص بحالة والتي تتسم بعدم الكلام ولا الحراك.

## العلامات والأعراض
يتميز التهاب الدماغ النوامي بالحمى المرتفعة والتهاب الحلق والصداع والخمول والرؤية المزدوجة وتأخر الاستجابة الجسدية والعقلية وانقلاب النوم والشذوذات الحركية (أو الجامود). قد يدخل المرضى في الحالات الشديدة من المرض بحالة شبيهة بالغيبوبة تدعى «الخرس اللاحركي»، وقد يعاني المرضى أيضًا من أزمة تدوير المقلة أو نوبة شخوص البصر والباركنسونية وضعف الجزء العلوي من الجسم والآلام عضلية والرعاش وصلابة الرقبة والتغيرات السلوكية بما في ذلك الذهان، وقد يعاني المرضى في بعض الأحيان من الصراخ القهري (وهو أحد العرات الصوتية).

## التشخيص
توجد عدة معايير تشخيصية مقترحة لالتهاب الدماغ النوامي. يتطلب المعيار الأول وجود التهاب دماغي حاد أو تحت حاد ويوجهنا نحو تشخيص التهاب الدماغ النوامي بعد استبعاد جميع الأسباب الأخرى لالتهاب الدماغ. يوجد معيار تشخيصي آخر اقتُرِحَ مؤخرًا، ينص على: «وجوب التوجه نحو تشخيص التهاب الدماغ النوامي عندما لا تُعزى حالة المريض إلى أي حالة عصبية معروفة أخرى، بالإضافة إلى إظهاره العلامات التالية: علامات تشبه الإنفلونزا؛ فرط النوم والقابلية للاستيقاظ وشلل عضلات العين (شلل العضلات التي تتحكم في حركة العين) والتغيرات النفسية». 

## التاريخ

### وباء التهاب الدماغ العظيم (1915–1926)
في شتاء 1916–1917، ظهر مرض جديد فجأة في فيينا ومدن أخرى، وانتشر بسرعة في جميع أنحاء العالم على مدى السنوات الثلاث المقبلة. سُجِّلَت تقارير سابقة في جميع أنحاء أوروبا في بداية شتاء 1915–1916، لكن التواصل حول المرض كان بطيئًا وفوضويًا؛ نظرًا لتنوع الأعراض والتظاهرات السريرية، بالإضافة إلى صعوبة نشر ونقل المعلومات في زمن الحرب. إلى أن حدد كونستانتين فون إيكونومو نمطًا فريدًا من الأذية في أدمغة المرضى المتوفين ووضع الاسم الموحد «التهاب الدماغ النوامي»، أطلقت التقارير على المرض المتغير مجموعةً من الأسماء: التسمم السجقي وشلل العين السام والذهول الوبائي والتهاب الدماغ النوامي الوبائي والتهاب سنجابية الدماغ الحاد ومرض هاين– ميدين والشلل البصلي والصرع الهستيري والعته الحاد وأُطلِق عليه أحيانًا «المرض الغامض ذو الأعراض الدماغية». وصف عالم الباثولوجيا جان رينيه كروشيه أربعين حالة من «التهاب دماغ ونخاع تحت حاد» في فرنسا قبل عشرة أيام فقط من اكتشاف فون إيكونومو في فيينا.
قتل ودمر الوباء في السنوات العشر التي تفشى فيها حياة نحو خمسة ملايين شخص. أخذ التهاب الدماغ النوامي أكثر أشكاله ضراوةً بين أكتوبر عام 1918 ويناير عام 1919. اختفى الوباء في عام 1927 بشكل مفاجئ وغامض كما ظهر لأول مرة. تزامن وباء التهاب الدماغ الكبير مع وباء الإنفلونزا عام 1918، ومن المحتمل امتلاك فيروس الإنفلونزا دورًا في تعزيز تأثيرات فيروس التهاب الدماغ أو في التقليل من مقاومته بطريقة كارثية.

### عقابيل الوباء (1927–1967)
في أعقاب الوباء (بين العامين 1927 و1967)، تعافى العديد من المرضى الباقين على قيد الحياة بالكامل وعادوا إلى حياتهم الطبيعية. ومع ذلك، أصيب الغالبية منهم باضطرابات عصبية أو نفسية؛ غالبًا بعد سنوات أو عقود من الصحة المثالية. اختلف تطور المتلازمات التالية لالتهاب الدماغ بشكل كبير؛ إذ تقدمت بعض الحالات بسرعة نحو الإعاقة الشديدة أو الوفاة، بينما تقدمت حالات أخرى ببطء شديد إلى نقطة معينة بقي فيها المرض دون تغير لسنوات أو عقود، واختفت الأعراض أو تراجعت في حالات أخرى بعد البدء الأول للهجمة.